# E402 (trasa europejska)
E402 – trasa europejska biegnąca przez Francję. Zaliczana do tras kategorii B droga łączy Calais z Le Mans. Jej długość wynosi 416 km.

## Przebieg trasy
- Calais E15 E40
- Rouen E5 E46
- Le Mans E50 E501 E502